# Гірки евтаназії

профіль гірок евтаназії у проєкті

Гірки евтаназії або атракціон для евтаназії це концепт гіпотетичних сталевих американських гірок, спроєктованих як пристрій для евтаназії, що вбиває своїх пасажирів. Концепт був задуманий у 2010 році і перетворений на масштабну модель литовським художником Юліонасом Урбонасом, аспірантом Королівського коледжу мистецтв у Лондоні. Урбонас, який має досвід роботи в парках розваг, заявив, що мета його концептуальних американських гірок — закінчити життя весело «з елегантністю та ейфорією». Щодо практичного застосування свого проєкту, Урбонас згадав «евтаназію» або «страту». Джон Аллен, який був президентом Філадельфійської компанії з виробництва санок, надихнув Урбонаса своїм описом «ідеальних» американських гірок, які «відправляють 24 людини, і всі вони повертаються мертвими».

## Дизайн
Концептуальний дизайн атракціону починається з ліфту, який підіймає відвідувачів на 500 метрів (1600 футів) до вершини, підйом, який займає кілька хвилин, що дозволяє користувачеві згадувати своє життя в очікуванні смерті. Для порівняння, найвищі американські гірки у світі — Kingda Ka — мають висоту 139 м (456 футів). Звідти користувача ще раз запитають, чи хотів би він померти, якщо він передумав, то може зійти з атракціону. Якщо ні, у нього буде час сказати свої останні слова і натиснути кнопку, щоб продовжити падіння з висоти 500 метрів, які поїзд долатиме зі швидкістю 360 км/год (220 миль/год; 100 м/с), що близько до граничної швидкості, перш ніж він вирівняється і прискориться до першої з семи петель. Кожна наступна петля матиме менший діаметр, ніж попередня, щоб зберегти смертельний для пасажира тиск у 10g, поки потяг втрачає швидкість. Після різкого правого повороту поїзд виїжджав на пряму, де відбувалося вивантаження трупів і завантаження нових пасажирів.

## Механізм дії

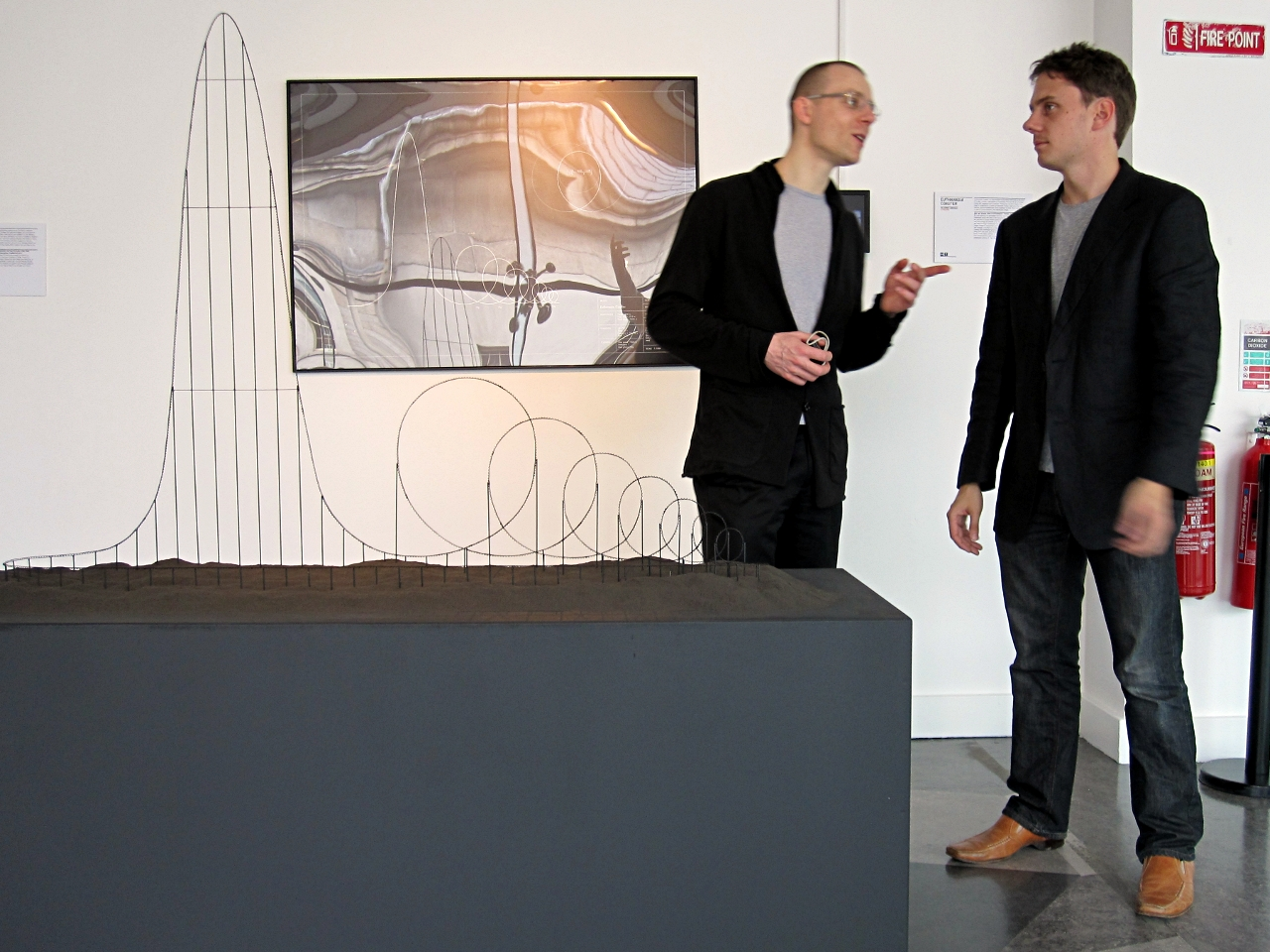
Урбонас (ліворуч) і Гірки евтаназії на виставці HUMAN+ у Науковій галереї у Дубліні.

Атракціон вбивав би своїх пасажирів через тривалу церебральну гіпоксію, або недостатнє постачання кисню до мозку. Сім петель атракціону протягом 60 секунд спричиняли б на пасажирів тиск у 10 атмосфер, що викликало б симптоми, пов'язані з перевантаженням, починаючи з потемніння в очах, тунельного зору і закінчуючи втратою свідомості (g-LOC). Наступні петлі або ще один запуск атракціону слугували б страховкою від ненавмисного виживання більш витривалих пасажирів.

## Представлення
Концепція Урбонаса привернула увагу ЗМІ, коли була показана в рамках виставки HUMAN+ у Науковій галереї у Дубліні з квітня по червень 2011 року Експозиція, яку Наукова галерея визначила як «флагманську виставку» 2011 року, має на меті показати майбутнє людей і технологій. У рамках цієї теми Гірка евтаназії висвітлює проблеми, пов'язані з продовженням життя. Цей предмет також був показаний на виставці HUMAN+ у Centre de Cultura Contemporània de Barcelona у 2015 році.

## У масовій культурі
У 2012 році норвезька рок-група Major Parkinson випустила «Euthanasia Roller Coaster», цифровий сингл із текстом, що натякає на проєкт Урбонаса.
Оповідання Лаві Тідгара «Владімір Чонг вирішує померти» містить в собі «Гірку евтаназії» Урбонаса.
Короткометражний фільм Глена Пейтона H Positive досліджує мотивацію заможної людини, яка, дізнавшись, що помирає, доручає архітектору побудувати гірку для евтаназії, ідентичну за проєктом Урбонаса. Хоча Урбонас не згадується під час фільму, титри підтверджують, що фільм заснований на проєкті Урбонаса.
Науково-фантастична комедійна драма «Місіс Девіс» показує американські гірки для евтаназії, яка закінчує життя людей, які «закінчуються».
У романі Секвойї Нагамацу «Як високо ми піднімаємося в темряві» є розділ, у якому розповідається про тематичний парк евтаназії для невиліковно хворих дітей, де останні американські гірки вбивають їх перед чумою. В інтерв'ю Нагамацу зазначив, що дизайн Урбонаса був джерелом його натхнення.